# Oxytropis lasiocarpa
Oxytropis lasiocarpa är en ärtväxtart som beskrevs av Nikolai Fedorovich Gontscharow. Oxytropis lasiocarpa ingår i släktet klovedlar, och familjen ärtväxter. Inga underarter finns listade i Catalogue of Life.